# Direct Aero Services
Direct Aero Services war eine rumänische Charterfluggesellschaft mit Sitz in Bukarest und Basis auf dem Flughafen Bukarest-Băneasa. 

## Geschichte
Die Fluggesellschaft wurde im März 2007 gegründet. 2012 wurde der Name in „Romstrade Logistic Expres“ umbenannt.
Am 7. März 2013 wurde ihr die Lizenz entzogen und der Flugbetrieb eingestellt.

## Flotte
Zum Zeitpunkt der Betriebseinstellung 2013 bestand die Flotte aus 8 Flugzeugen.
| Flugzeugtyp         | Anzahl | bestellt | Anmerkungen |
| ------------------- | ------ | -------- | ----------- |
| Saab 340A           | 3      |          |             |
| Eurocopter EC 120 B | 1      |          |             |
| Eurocopter EC135P2+ | 1      |          |             |
| Cessna Citation 510 | 2      |          |             |
| Cessna T206H        | 1      |          |             |
| Gesamt              | 8      | -        |             |